# Deutsche Krebsgesellschaft
Die Deutsche Krebsgesellschaft e. V. ist die erste und größte onkologische Fachgesellschaft in Deutschland. Sie hat zum Ziel, Krebserkrankungen vorzubeugen, ihre Behandlung zu verbessern und die Lebensqualität von krebskranken Menschen zu erhöhen. Die DKG wurde 1900 als Comité für Krebssammelforschung gegründet, mehrfach umbenannt und 1933 aufgelöst. 1951 gründete sie sich neu als Deutscher Zentralausschuß für Krebsbekämpfung und Krebsforschung. 1970 erhielt die DKG ihren gegenwärtigen Namen.
Die 16 Landeskrebsgesellschaften bilden die Sektion A der DKG, während aktuell (März 2024) die Sektion B 8.350 Einzelmitglieder umfasst, neben Ärztinnen und Ärzten auch Vertreterinnen und Vertreter der Grundlagenforschung, der Psychologie, der medizinisch-technischen Assistenz, der Pflege sowie weiterer Berufsgruppen. Neben der Grundmitgliedschaft sind die Einzelmitglieder der Sektion B in der Abteilung experimentelle Krebsforschung (AEK) und der Abteilung klinische Krebsforschung (AKK) organisiert, Letztere mit insgesamt 25 Arbeitsgemeinschaften und 11 interdisziplinären Arbeitsgruppen. Die 35 Fördermitglieder der Sektion C sind Unternehmen der forschenden Pharmaindustrie, wissenschaftliche Buchverlage und Krankenkassen. Die Geschäftsstelle ist in Berlin. Aktueller Präsident (seit 2022) ist der Göttinger Chirurg Michael Ghadimi.
2008 war die DKG – gemeinsam mit der Arbeitsgemeinschaft Deutscher Tumorzentren und der Stiftung Deutsche Krebshilfe – an der Initiative des Bundesministeriums für Gesundheit zum Nationalen Krebsplan beteiligt. Die DKG ist Strategie- und Umsetzungspartner in der Nationalen Dekade gegen Krebs, die vom Bundesministerium für Bildung und Forschung im Februar 2019 ausgerufen wurde.
Arbeitsschwerpunkte sind die Erarbeitung von Behandlungsleitlinien und die Zertifizierung onkologischer Zentren, Wissensentwicklung und Wissenstransfer sowie die Verbesserung der Patienteninformation. Alle zwei Jahre richtet die DKG den Deutschen Krebskongress, einen Kongress für experimentelle Krebsforschung (International AEK Cancer Congress) und den Kongress Quality of Cancer Care (QoCC) aus. Sie vergibt eine Reihe von wissenschaftlichen Preisen, vor allem den Deutschen Krebspreis, der mit insgesamt 22.500 Euro für drei Kategorien dotiert ist.
Die Deutsche Krebsgesellschaft ist Unterzeichnerin der Initiative Transparente Zivilgesellschaft.

## Zertifizierung
Die DKG ist seit 2003 Zertifizierungsanbieter für krebsmedizinische Einrichtungen. Zertifiziert werden – auf freiwilliger Basis – Zentren, also Netzwerke aus stationären und ambulanten Einrichtungen, in denen alle für die Behandlung eines Krebspatienten relevanten Fachrichtungen zusammenarbeiten, z. B. in Tumorkonferenzen. Dabei sind zertifizierte Organkrebszentren auf ein Organ spezialisiert, beispielsweise Brustkrebs oder Darmkrebs. Zertifizierte Onkologischen Zentren behandeln mehrere Tumorarten unter einem Dach. Zudem können sie ihre Expertise für die Behandlung von Kopf-Hals-Tumoren, Magen-, Bauchspeicheldrüsen-, Speiseröhren-, Leber-, Nieren- und Harnblasenkrebs, neuroonkologischen Tumoren sowie als Kinderonkologisches Zentrum oder Sarkomzentrum nachweisen und für diese Module zertifiziert werden. Zertifizierte Viszeralonkologische Zentren sind auf unterschiedliche Krebserkrankungen im Bauchraum, Uroonkologische Zentren auf unterschiedliche Krebserkrankungen der Harnorgane und der männlichen Geschlechtsorgane spezialisiert. Alle zertifizierten Zentren sind online gelistet.
Das DKG-Zertifizierungssystem findet auch in Österreich, der Schweiz, Luxemburg und Italien sowie in Polen, Russland und China Anwendung. Zertifizierte Zentren außerhalb Deutschlands sind seit 2016 durch die Signets European Cancer Centres oder International Cancer Centres erkennbar.
Die Qualitätsindikatoren für eine Zertifizierung werden von Zertifizierungskommissionen erarbeitet. Sie bestehen aus Mitgliedern der Deutschen Krebsgesellschaft, Vertretern anderer Fachgesellschaften und Berufsverbände, Vertretern von Selbsthilfegruppen und anderen. Die Zertifizierung und die Re-Audits nimmt ein unabhängiges Institut vor.

## Leitlinien
Im Leitlinienprogramm Onkologie bietet die DKG seit 2008 in Kooperation mit der Stiftung Deutsche Krebshilfe und der Arbeitsgemeinschaft der Wissenschaftlichen Medizinischen Fachgesellschaften (AWMF) den Leitlinienentwicklergruppen onkologische Expertise sowie methodische, koordinative und finanzielle Unterstützung an. Die Krebshilfe fördert das Programm jährlich mit 1,3 Millionen Euro. Neben den evidenzbasierten Leitlinien für Ärzte bzw. medizinisches Personal erstellt das Leitlinienprogramm Onkologie seit 2009 auch Leitlinien für Patientinnen und Patienten und deren Angehörige. Veröffentlicht sind bislang vom Leitlinienprogramm Onkologie 34 evidenzbasierte S3-Behandlungsleitlinien und 35 Patientenleitlinien. Bei Neuerstellung oder Aktualisierung einer Leitlinie finden öffentliche Konsultationen statt. Alle Leitlinien können auf der Website des Leitlinienprogramms Onkologie kostenlos heruntergeladen werden, die S3-Behandlungsleitlinien gibt es zusätzlich in einer kostenfreien App.

## Internationale Aktivitäten
Die Deutsche Krebsgesellschaft repräsentiert die Bundesrepublik Deutschland in internationalen Organisationen, wie der Union for International Cancer Control (UICC), der Global Lung Cancer Coalition (GLCC), dem Guidelines International Network (G-I-N), der Association of European Cancer Leagues (ECL) und der Europäischen Union. Die DKG leitet das Arbeitspaket Organisation von qualitativ hochwertigen Krebsversorgung in Comprehensive Cancer CARRE Networks (CCCN) in der europäischen Joint Action Creation of National Comprehensive Cancer Centres and EU-Networking (CraNE), die im Oktober 2022 startete und Nachfolge des EU-Projekt Innovative Partnership for Action Against Cancer Joint Action (iPAAC) ist.

## Mitgliederzeitschrift und andere Organe
Die Mitgliederzeitschrift Forum erscheint sechsmal jährlich und enthält neben den Verbandsinformationen auch wissenschaftliche Artikel. Weitere von der DKG veröffentlichte Fachzeitschriften sind das Journal of Cancer Research and Clinical Oncology (1903 gegründet unter dem Titel Zeitschrift für Krebsforschung) und Die Onkologie.
Seit 2017 gibt die Deutsche Krebsgesellschaft dreimal jährlich das Infopaket "360° Onkologie" heraus. Jede Ausgabe hat ein Schwerpunktthema und besteht jeweils aus einem Printmagazin und einer Infografik unter der CC-Lizenz by-nc-nd.

## Deutscher Krebskongress
Der Deutsche Krebskongress ist der größte onkologische Fachkongress im deutschsprachigen Raum. Er findet seit 1951 alle zwei Jahre statt. Ausrichter war bis 2012 die Deutsche Krebsgesellschaft. Seit 2014 sind die Deutsche Krebsgesellschaft und die Stiftung Deutsche Krebshilfe gleichberechtigte Ausrichter. Der Deutsche Krebskongress wird weder von der pharmazeutischen Industrie, noch von Medizinprodukte-Herstellern und Medizingeräteherstellern oder ähnlichen Branchen finanziert. Traditionell beinhaltet der viertägige Fachkongress auch einen Krebsaktionstag – einen Infotag für Betroffene, Angehörige und Interessierte.
Der 36. Deutsche Krebskongress fand vom 21. bis 24. Februar 2024 in Berlin statt und war nach Angaben der Veranstalter mit 12.500 Teilnehmern sehr erfolgreich. Der 37. Deutsche Krebskongress wird für die Zeit vom 18. bis 21. Februar 2026 vorbereitet. Kongresspräsidentin wird Prof. Anke Reinacher-Schick sein, Direktorin der Klinik für Hämatologie, Onkologie mit Palliativmedizin, St. Josef-Hospital, Ruhr-Universität Bochum.

## Brennpunkt Onkologie
Die öffentliche gesundheitspolitische Diskussionsreihe Brennpunkt Onkologie wird seit 2010 von der Deutschen Krebsgesellschaft veranstaltet. Drei- bis viermal im Jahr kommen Experten zusammen, die verschiedene Interessen im Gesundheitswesen vertreten, deren Herz aber für das gleiche Ziel schlägt: für den allseits tragfähigen gesundheitspolitischen Fortschritt.

## Bündnis mit der Deutschen Krebshilfe
2012 sind die DKG und die Stiftung Deutsche Krebshilfe eine Kooperation auf Basis eines Grundlagenvertrages eingegangen. Er gilt auf dem Gebiet der Krebsinformation, bei der Durchführung von Informationsveranstaltungen und Kongressen, bei gesundheits- und wissenschaftspolitischen Aktivitäten sowie bei anderen grundlegenden Projekten. Für diese Projektkooperationen mit der Deutschen Krebsgesellschaft stellt die Krebshilfe jährlich 3,7 Millionen Euro bereit.
Im April 2013 trafen Krebshilfe und DKG die Vereinbarung, künftig Die Blauen Ratgeber mit Krebsinformationen als Kooperationsprojekte beider Organisationen zu veröffentlichen und kostenlos abzugeben.
Seit Februar 2014 sind beide Organisationen gleichberechtigte Ausrichter des Deutschen Krebskongresses.
Im Oktober 2014 haben DKG und Deutsche Krebshilfe gemeinsam ihren Service für Menschen mit Krebs erweitert und den Beratungsdienst Infonetz Krebs bundesweit neu eingerichtet.
Am 2015 erschienenen Ratgeber „Das Handbuch gegen Krebs“ haben 60 Experten der Deutschen Krebsgesellschaft und der Deutschen Krebshilfe mitgewirkt. Durch Verzicht auf Autorenhonorar gehen zwei Euro je vertriebenem Buchexemplar als Spende an die Krebshilfe.

## Krebsvorsorgeuntersuchungen
Gemeinsam mit der AOK wurde der 28. November 2022 zum bundesweiten Tag der Krebsvorsorge erklärt.